# Тисо, Штефан
Ште́фан Ти́со (словац. Štefan Tiso; 18 октября 1897, Битча, Австро-Венгрия — 28 марта 1959, Братислава, Чехословакия) — словацкий юрист, политический и государственный деятель периода Первой Словацкой республики.

## Биография
Штефан Тисо родился в 1897 году в Битче. Будущему президенту Первой Словацкой республики, Йозефу Тисо, он приходился троюродным братом: дед Йозефа, Йозеф «Каро» Тисо, был родным братом бабушки Штефана, Терезы Тисо.
Окончив школу в 1915 году, Тисо был призван в ряды Австро-венгерской армии и отправился на Восточный фронт Первой мировой войны. В 1916 году он попал в русский плен, а в 1918 — примкнул к одному из добровольческих «чехословацких легионов», сражавшихся на стороне стран Антанты.
В Чехословакию Тисо вернулся только в 1920 году. Он ненадолго обосновался в Брно, после чего перебрался в Братиславу, где изучал право. Получив образование, он был назначен на должность судьи в Тренчине и в 1938 году стал председателем краевого суда. В сентябре 1939 года, уже после образования Первой Словацкой республики, Штефан Тисо был вновь переведён в Братиславу и встал во главе Верховного суда Словакии.
В сентябре 1944 года Йозеф Тисо назначил своего родственника на пост премьер-министра Словакии на смену Войтеху Туке, а также на посты министра иностранных дел и юстиции. Однако уже вскоре Словакия была занята советскими войсками. Бежав в Австрию в апреле 1945 года, 8 мая в Кремсмюнстерском аббатстве Тисо подписал капитуляцию Словакии во Второй мировой войне.
После капитуляции был арестован и осуждён. В ноябре 1947 года Народный суд в Братиславе приговорил Штефана Тисо к 30 годам лишения свободы. Он не дожил до окончания срока и ушёл из жизни 28 марта 1959 года в тюрьме.